# Diógenes Silva Matthes
Diógenes Silva Matthes (Serrania, 12 de outubro de 1931 - Franca, 20 de novembro de 2016) foi um sacerdote brasileiro.
Realizou os estudos preparatórios nos Seminários de Campinas, São Paulo, Ribeirão Preto, e São Paulo. Foi ordenado presbítero no dia 29 de junho de 1957, na Catedral da Sé em São Paulo, pelas mãos de Dom Antônio Maria Alves de Siqueira. Exerceu o Ministério Sacerdotal em Ribeirão Preto e Santa Rita do Passa Quatro, São Paulo como Pároco. Como Assistente Espiritual das Equipes de Nossa Senhora, do Movimento Familiar Cristão, do Círculo Operário Católico, da JAC Juventude Agrária Católica e JIC Juventude Independente Católica. Foi Capelão da Faculdade de Medicina de Ribeirão Preto. Foi eleito Bispo de Franca no dia 11 de março de 1971 e sua Sagração Episcopal aconteceu no dia 11 de junho desse mesmo ano.
O lema de seu brasão de armas é "Amados no Senhor!".
Pastor da Igreja Particular Francopolitana de 12 de junho de 1971 até 28 de novembro de 2006. No dia 29 de novembro de 2006 é aceito seu pedido de renúncia, por idade, pela Santa Sé, tornando-se Bispo Emérito de Franca.

## Morte
Morreu em 20 de novembro de 2016, após sofrer um infarto fulminante. Dom Diógenes tinha 85 anos de vida e 45 anos de episcopado.